# CoRoT-4b
CoRoT-4b (hay còn gọi tên khác là CoRoT-4) là một ngoại hành tinh ngoài Hệ Mặt Trời và là một ngoại hành tinh quay quanh ngôi sao CoRoT-4 trong chòm sao Kỳ Lân. Với khối lượng nặng hơn Sao Mộc ít nhất gấp 0.72 lần. Hành tinh này được phát hiện vào năm 2008 bằng phương pháp quá cảnh. Khoảng cách từ ngôi sao CoRoT-4 đến hành tinh này là 0.090 AU gần hơn khoảng cách từ Mặt Trời đến Sao Thủy là 0.4 AU. Nếu muốn tính chu kì tự quay của hành tinh, phải mất 10 ngày nhanh hơn quỹ đạo Sao Thủy phải mất 88 ngày. Nhiệt độ bề mặt là 1074°K. Bán kính trung bình là 1,17 lần bán kính Sao Mộc. Mật độ khối lượng là 525 kg/cm³.